# Glauco
Glauco ist ein männlicher Vorname ursprünglich altgriechischer Herkunft.

## Herkunft und Bedeutung
Glauco ist die italienische, spanische und portugiesische Form von Glaucus, der latinisierten Form des griechischen Namens Glaukos.

## Namensträger
- Glauco Capozzoli (1929–2003), uruguayischer Maler und Kupferstecher
- Glauco Natoli (1908–1964), italienischer Dichter, Romanist und Übersetzer
- Glauco Onorato (1936–2009), italienischer Schauspieler
- Glauco Pellegrini (1919–1991), italienischer Filmregisseur und Drehbuchautor
- Glauco Sansovini (1938–2019), san-marinesischer Politiker
- Glauco Segovia (1927–1986), uruguayischer Politiker
- Glauco Venier (* 1962), italienischer Jazzpianist